# 麻生包囲網

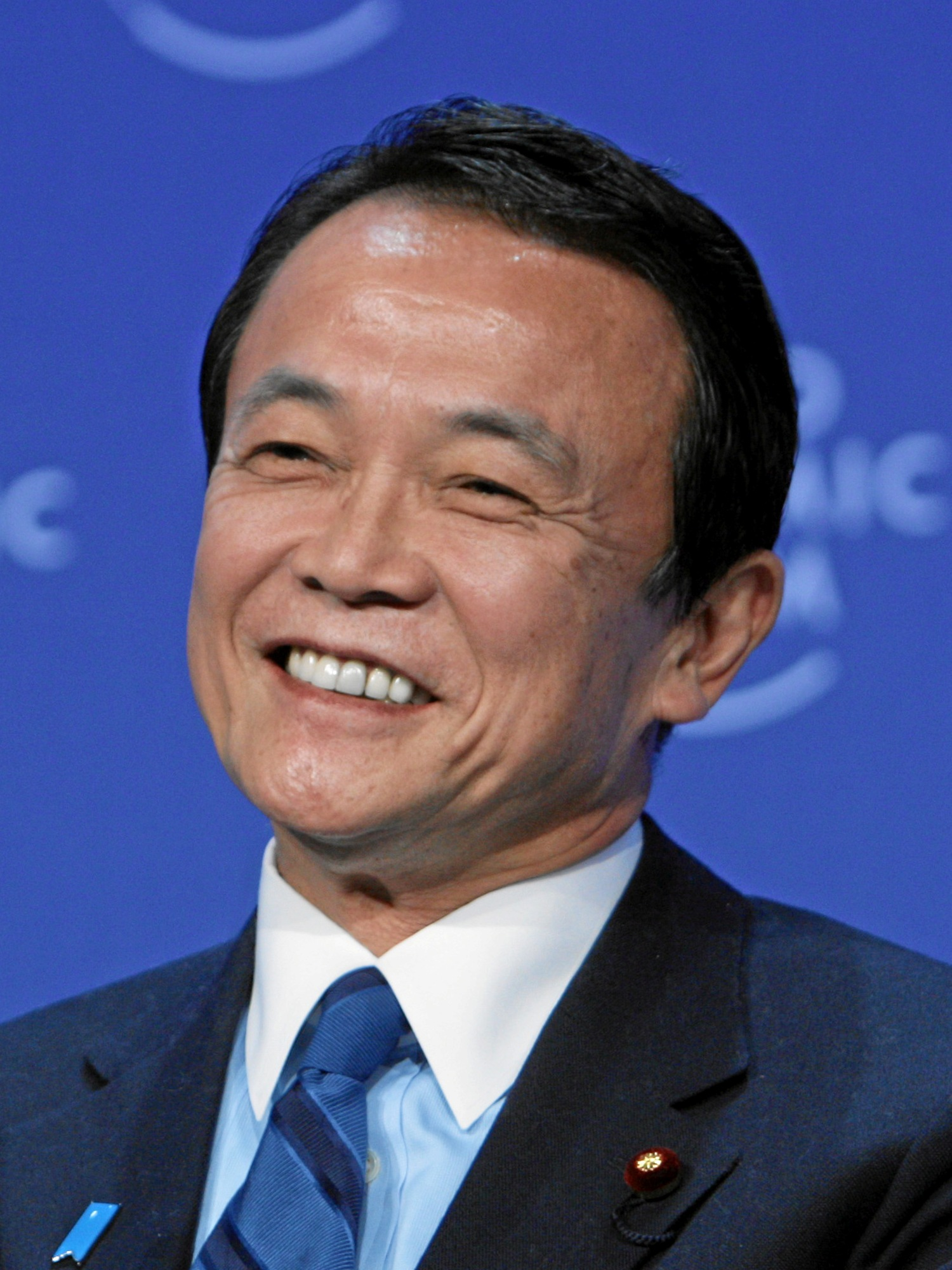
麻生太郎

麻生包囲網（あそうほういもう）は、2007年自由民主党総裁選挙において、最有力候補であった麻生太郎に対し、自由民主党の8派閥が福田康夫を擁立して対抗した政治運動のこと。

## 概要
2007年9月12日、安倍晋三が首相辞任を表明。これを受けて、党執行部は後継総裁選挙を「14日告示-19日両院議員総会」で行うことを告知した。これは9月25日に予定されていた首相の国連演説を考慮した日程であったが、これには期間が短すぎるとして自民党総務会で異論が続出。最終的に選挙日程も当初より4日延長し、「18日公示 - 23日両院議員総会」となった。
また、安倍が属する町村派でも安倍内閣で安倍の辞任劇に対して幹事長として安倍の体調を知っていたにもかかわらずこのような事態になった麻生に対しては、安倍を晒し者にしたという感情の反発が強く、9月13日に同派閥に属する福田康夫を総裁候補として擁立し、安倍・麻生体制で冷遇されていた山崎派、古賀派、谷垣派の支持を取り入れることに成功した。その後、伊吹派、高村派、二階派も福田支持の流れに乗った。
麻生が有力な自民党後継者候補であったことから、麻生が幹事長として自由民主党総裁選挙を取り仕切ることに自民党内部で反発が起こり、郵政民営化法案に反対して自民党を離党した平沼赳夫の復党を積極的に進めていた麻生と対立していた小泉チルドレンは、小泉純一郎の擁立を画策し、反麻生の態度を示した。
その結果、麻生派（16人） 対 8派閥（304人）という議員勢力で圧倒的大差となり、麻生に厳しい情勢となった。

## 包囲網形成の背景
麻生包囲網の下地は、安倍退陣・総裁選の幕開けよりも前からできていたとも言える。
2007年の参院選で自民党敗北が濃厚になってきた時点で、青木幹雄・森喜朗・中川秀直の3人には安倍をおろし、福田を擁立してこの難局を乗り切ろうとする構想が出来上がっていた（安倍おろし）。しかし、安倍の盟友である麻生（当時は外相）が首相の続投を勧めたために、この構想は頓挫し、青木や森の思惑は麻生によって封じられてしまう。
一方、安倍政権下で非主流派であった山崎拓・古賀誠・加藤紘一ら（いわゆる新YKK）は参院選の惨敗や内閣改造後も連発した閣僚の不祥事を受け、安倍と共に麻生の連帯責任論を唱え、同じく非主流派の谷垣禎一や、安倍とは路線の異なる福田康夫の擁立を模索していた。
また、古賀は小泉純一郎との政争に敗れて政界引退していた野中広務に連絡し、派閥間の調整を依頼した。上京した野中はTBSの時事放談で麻生クーデター説を引用して麻生を酷評し、福田支持を表明した。
安倍の首相辞任後、福田擁立で党内をまとめたい青木=森ライン（町村派=津島派連合）と、新YKK（非主流派連合）の思惑が一致し、この2つの勢力を核として麻生包囲網が成立するのである。最大派閥・町村派の事実上のオーナーであった森は自派閥から3人連続して総理総裁を輩出していることから、派閥会合で町村派議員が積極的に後継総理を擁立する言動を自粛させ、他派からの町村派への反発に配慮した。包囲網形成のイニシアティヴは、あくまで新YKKの側にもたせた。こうして彼らの顔を立てつつ、一気に福田優勢の動きを作り出したのである。
ただし、安倍晋三の盟友である中川昭一や菅義偉、鳩山邦夫らは派閥よりも自らの思想信条が近い麻生を支持し、総裁の推薦人となった。

## 結果
福田は圧倒的な派閥の支援を背後に、自由民主党の総裁に選出された。しかし、総裁選では麻生候補は下馬評を覆し、197票を獲得すると言う予想以上の善戦を見せた。これはこの派閥領袖主導の福田擁立に反発する議員が多かったことや、用意された原稿で演説していた福田に対して、麻生が小泉純一郎のように持論を展開しての演説で好感を持たれたことが効果に出たとされる。谷垣派と二階派は福田支持で固まったが、その他の派閥は麻生へ相当数票が流れた結果に終わった。
福田首相は麻生に入閣を求めたが、麻生は辞退し無役に退き、次期総裁選への決意を示した。

### 麻生クーデター説
流布した政治家
- 中川秀直
- 片山さつき

流布した評論家
- 上杉隆
- 平野貞夫

### 麻生支持層（公言した人物に関してのみ）
（カッコ内は当選回数）

#### 衆議院
- 麻生派：14名
中馬弘毅（9）、麻生太郎（9）、森英介（6）、鈴木恒夫（6）、山口俊一（6）、岩屋毅（4）、松本純（3）、桜井郁三（3）、井上信治（2）、薗浦健太郎（1）、武藤容治（1）、赤間二郎（1）、鈴木馨祐（1）、遠藤宣彦（1）

- 町村派：2名
稲田朋美（1）、岡部英明（1）

- 津島派：7名
鳩山邦夫（10）、久間章生（9）、斉藤斗志二（7）、三原朝彦（5）、山口泰明（4）、戸井田徹（2）、馬渡龍治（1）

- 古賀派：6名
丹羽雄哉（10）、鈴木俊一（6）、今井宏（4）、菅義偉（4）、竹本直一（4）、葉梨康弘（2）

- 伊吹派：5名
中川昭一（8）、西川京子（3）、吉田六左ェ門（3）、鍵田忠兵衛（1）、永岡桂子（1）

- 山崎派：6名
甘利明（8）、石原伸晃（6）、原田義昭（5）、武田良太（2）、山際大志郎（2）、亀井善太郎（1）

- 高村派：4名
大島理森（8）、赤城徳彦（6）、江渡聡徳（3）、河本三郎（3）

- 谷垣派：0名
無し

- 二階G：0名
無し

- 無派閥：14名
保利耕輔（10）、島村宜伸（9）、古屋圭司（6）、浜田靖一（5）、小此木八郎（5）・渡辺喜美（4）、今村雅弘（4）、水野賢一（4）、梶山弘志（3）、山中燁子（2）、江藤拓（2）、遠藤宣彦（1）、坂井学（1）、杉村太蔵（1）

#### 参議院
- 麻生G：4名
鴻池祥肇（2）、浅野勝人（3）、塚田一郎（1）、長谷川大紋（1）

- 町村派：1名
西田昌司（1）

- 伊吹派：1名
椎名一保（2）

## 関連人物
- 麻生太郎
- 福田康夫
- 安倍晋三
- 新5人組 - 「反麻生・福田総裁」への流れを決定づけたとされる（「5人組」については五人組 (森喜朗首相擁立会合)を参照）
  - 森喜朗、青木幹雄、中川秀直、野中広務、福田康夫 - 週刊新潮による「新5人組」
  - 森喜朗、青木幹雄、中川秀直、古賀誠、山崎拓 - 夕刊フジによる「新5人組」

## 第2期麻生包囲網
2008年9月1日夜に福田首相が退陣を表明したことを受け、翌9月2日には麻生幹事長がトップを切って立候補を表明した。前回の総裁選で福田首相を擁立したメンバーのうち、古賀誠、山崎拓、加藤紘一の新YKKは協議を行い対抗馬を擁立する予定だったが対抗馬が乱立した上、古賀、山崎が麻生支持を表明したことで包囲網は機能せず、加藤は福田首相擁立に動いた責任から、「今回の総裁選で特定の候補を応援しない」と公言した。